# Pňovany
Pňovany är en ort i Tjeckien.   Den ligger i regionen Plzeň, i den västra delen av landet, 100 km väster om huvudstaden Prag. Pňovany ligger 425 meter över havet och antalet invånare är 354.
Terrängen runt Pňovany är platt. Runt Pňovany är det ganska tätbefolkat, med 75 invånare per kvadratkilometer. Närmaste större samhälle är Plzeň, 18,7 km öster om Pňovany. I omgivningarna runt Pňovany växer i huvudsak blandskog.